# Maison Gaudet
La Maison Gaudet (ou maison du Rouréou) est une maison bulle de Tourrettes-sur-Loup dans les Alpes-Maritimes conçue par l'architecte Antti Lovag à partir de 1968, label « Patrimoine du XXe siècle » (circulaire du 1er mars 2001) puis inscrite au titre des monuments historiques le 18 novembre 1998, la protection s'étend à l'ensemble de la parcelle (cad. D 1203).

## Caractéristiques
Les premiers plans de cette « maison bulle » datent de 1968. Elle est construite à Tourrettes-sur-Loup par l'architecte hongrois Antti Lovag.
Le chantier de la maison Gaudet démarre en 1967 après une longue phase de conception. Dans un premier temps, l'architecte construit une maquette à grande échelle de la future maison, elle sert d'abri ou d’entrepôt, puis de logement à l'architecte. Le chantier est interrompu plusieurs fois pour des problèmes de permis de construire ; il sera achevé seulement en 2008, bien que l'ensemble de la parcelle soit inscrite au titre des monuments historiques le 18 novembre 1998. Ensuite, elle obtient le label « Patrimoine du XXe siècle » (circulaire du 1er mars 2001).